# 金剛計劃

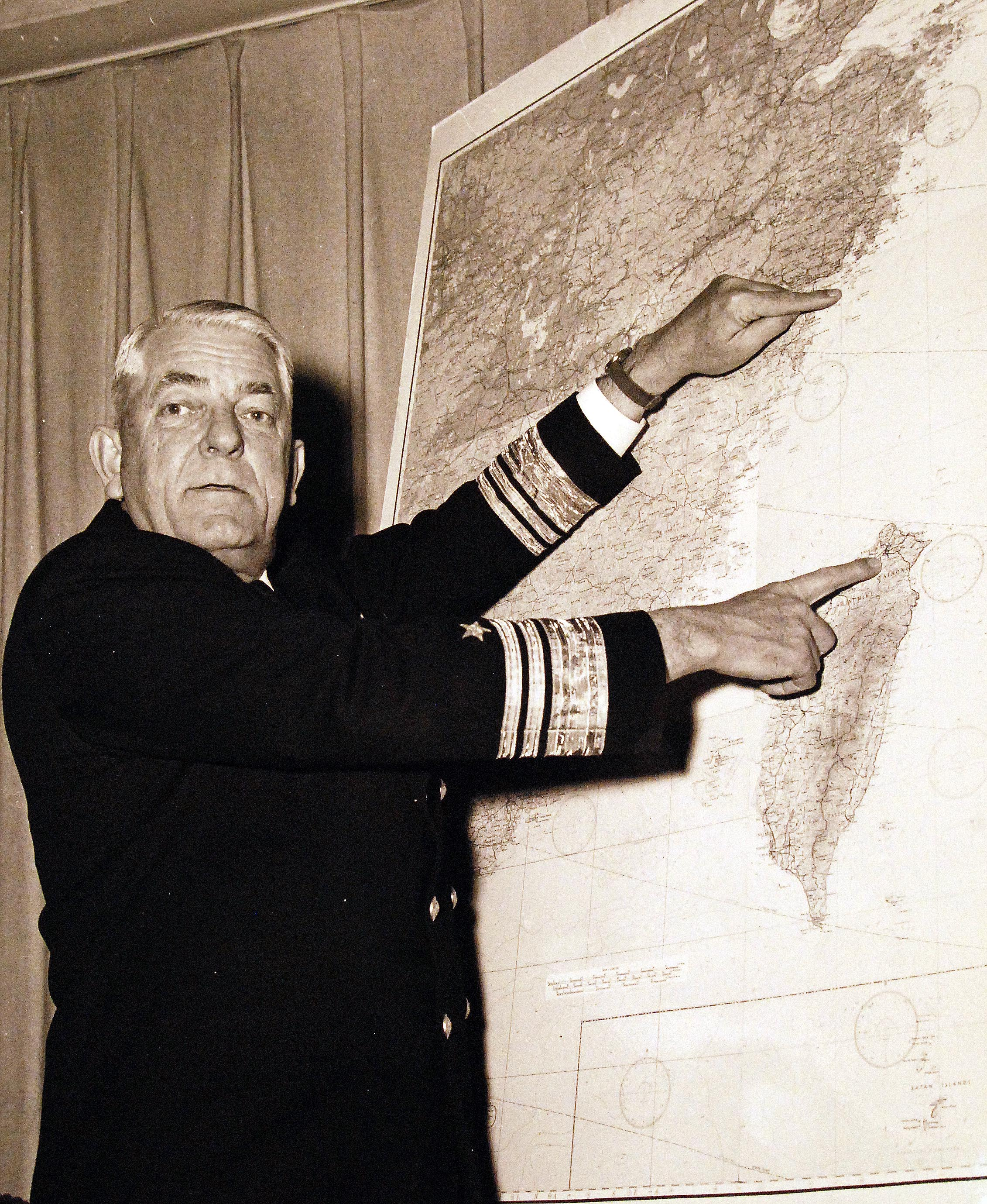
美國海軍作戰部羅伯特·P·布里斯科中將2月2日在五角大楼舉行撤離大陳島的記者會

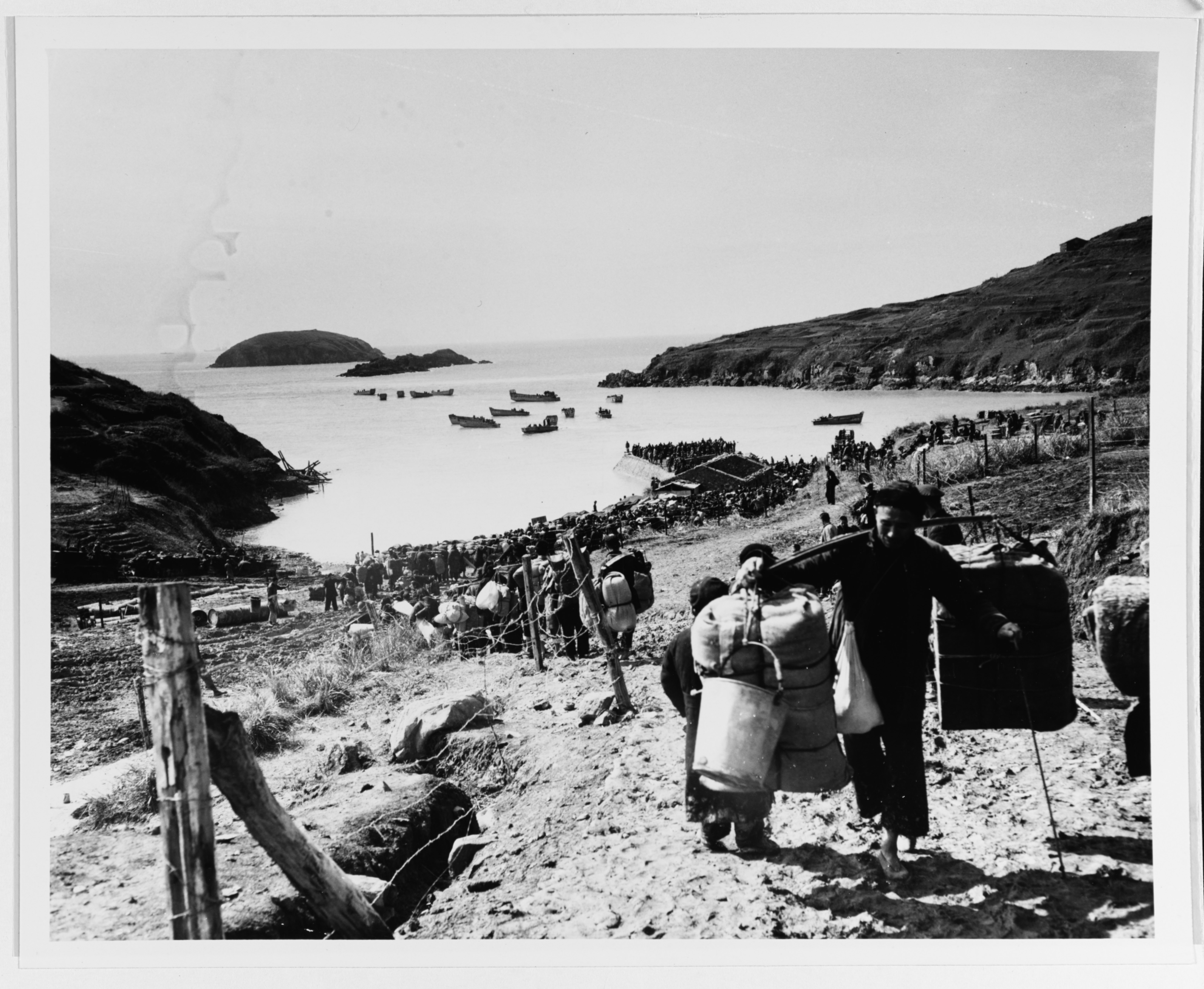
大陳軍民在海灘上等候登上第七艦隊的船

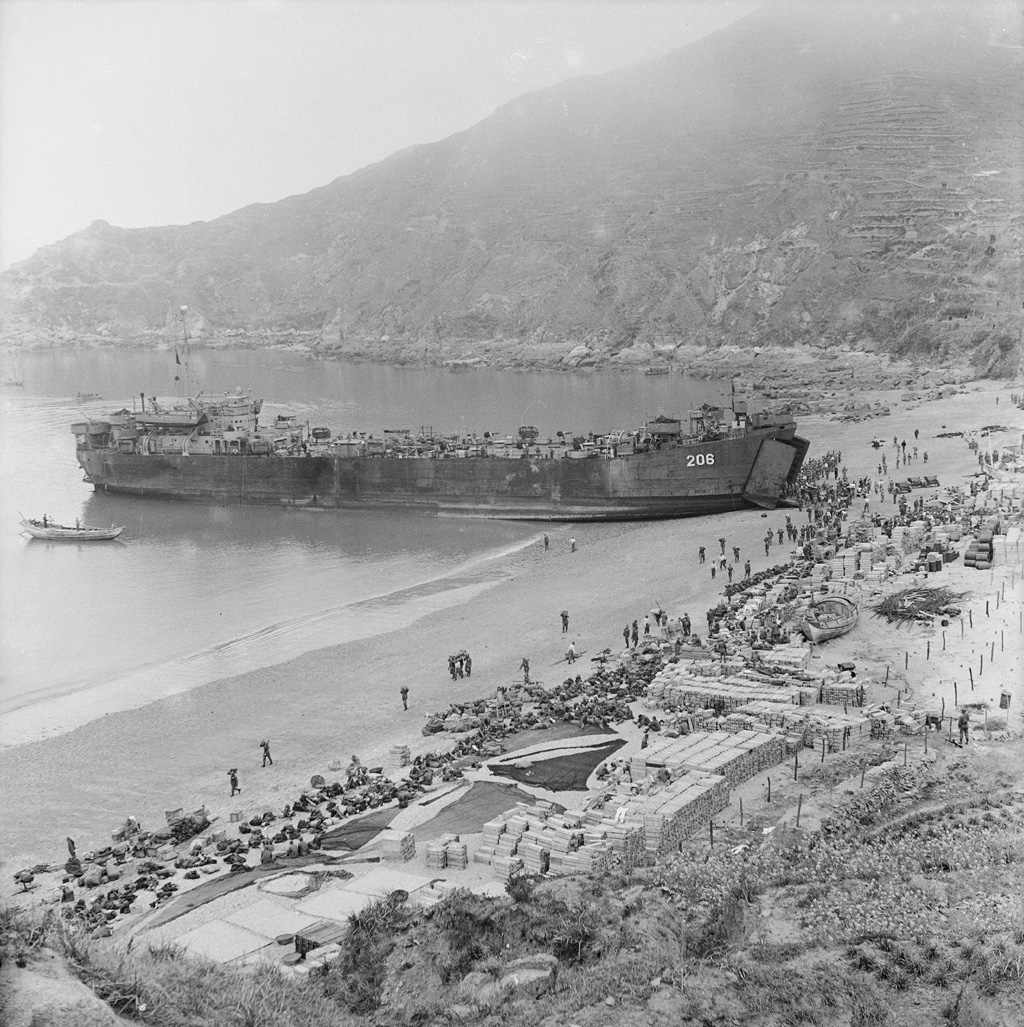
大陳島軍民在中美聯合艦隊的協助下，移防撤退之情景，攝於1955年。

金剛計劃，是由美軍第七艦隊和中華民國國軍合力進行一項軍事計劃，於1955年2月8日開始進行，內容主要是撤退上下大陳、披山、漁山島，將島上的軍民、物資等全面撤離。
此計畫代號為「金剛計畫」，是世界近代史上的第一支兩國聯合大艦隊所執行的撤退，共撤退一萬六千五十三名國軍官兵及一萬七千一百三十二名大陳義胞。

## 緣由
1950年代初期，兩岸隔著台灣海峽對峙，此時國民政府除領有台、澎、金、馬外，還有浙江省外海沿岸島嶼，如上大陳島、下大陳島、南麂列島、一江山島、披山島和漁山列島。「金剛計劃」發生的原因是因為1955年1月18日，解放軍以優勢武力取得「一江山島戰役」的勝利，大陳等島面臨嚴重威脅，解放軍「解放」的威脅與日俱增。
美國眼看國民政府無法固守，為避免外島淪陷對自由世界產生士氣上的影響，便向國民政府提出大陳撤退的建議，國民政府盱衡局勢，改變死守大陳的想法，進行大陳撤退的準備，並將撤退行動命名為「金剛計劃」。

## 計劃內容
由於此計劃包含二個體系，因此權責的分配相當重要，美軍和國軍分別負責不同的工作：
1. 美國海軍第七艦隊海空部隊，負責掩護包括漁山、上下大陳及披山島上部隊，以及軍品之轉進。
2. 美海軍以艦船協同實施該地區之掃雷作業。
3. 美海軍航空部隊在本作戰行動中，以上大陳屏風山東北角為中心，實施50浬半徑內之空中警衛掩護。
4. 美軍擔任北緯27度以北之海空支援與掩護行動。北緯27度以南之空中掩護，則由國軍空軍擔任。
5. 美方所提供運輸船團，只負責上下大陳國軍美械部隊（第四十六師）之撤運。
6. 漁山及披山陸上部隊之撤運對象與地區之不同，而將原先之「金剛計劃」，演繹成金剛A、B、C計劃，以資區別，便於實施。[2]

由於金剛計劃是包含上下大陳島和披山島、漁山島，運送的包括島上的軍隊（正規軍46師與反共救國軍）和居民，所以整個計劃分為A、B、C三種：
| 計劃名稱    | 實行日期 | 實行地區   | 撤運目標   | 負責單位           | 備註                                |
| ----------- | -------- | ---------- | ---------- | ------------------ | ----------------------------------- |
| 金剛A計劃   | 2月8日   | 上下大陳島 | 國軍正規師 | 美軍為主，國軍為輔 | A和C合併實施                        |
| 金剛C計劃   | 2月8日   | 上下大陳島 | 軍眷、民眾 | 美軍為主，國軍為輔 | A和C合併實施                        |
| 金剛B-1計劃 | 2月9日   | 漁山島     | 全體軍民   | 國軍               | B計劃原為「大道計劃」，美國協同防衛 |
| 金剛B-2計劃 | 2月9日   | 披山島     | 全體軍民   | 國軍               | B計劃原為「大道計劃」，美國協同防衛 |

由此可知美軍是此次計劃之主力，海空的防衛幾乎是由美國所主導，尤其是空中防衛部份，美軍原本只負責大陳一帶的空防，經過協調後，範圍幾乎涵蓋大陳地區（包含漁山島與披山島）的空域，使國軍在進行金剛B計劃沒有後顧之憂，順利完成漁山和披山的撤退。
美軍參加金剛計劃的作戰艦艇總計38艘，包括：
- 4艘艾塞克斯級航空母艦（艾塞克斯號、約克鎮號、胡蜂號、奇爾沙治號）可搭載300餘架艦載機
- 3艘重巡洋艦（旗艦海倫娜號（英语：USS Helena (CA-75)））
- 14艘驅逐艦
- 2艘火箭級中型登陸艦
- 4艘武裝人員輔助艦（英语：Attack transport）
- 1艘武裝物資輔助艦
- 1艘高速人員運輸艦
- 2艘戰車登陸艦
- 2艘LSD船塢登陸艦（英语：Dock landing ship）
- 1艘兩棲旗艦GC

## 實施過程
1955年2月8日，蔣介石對海內外同胞廣播，申言為配合新戰略，重新部署國軍陣線，撤退大陳，轉移兵力，增強金門、馬祖防務，作積極之反攻準備。撤退前曾告知居民，自己選擇要離開或留下，要到台灣者每人發給五日份糧食（內含三日份乾糧），少數不願離開者，則各發一個月糧食。1955年2月8日上午9時開始實施金剛計劃，為便於管制與供應，大陳專員公署將居民以村為單位，編成一個大隊，每大隊有三中隊，每中隊有三分隊，隊設隊旗、人名佩條，以資識別。
載運路線則有上大陳四個灘頭、下大陳三個灘頭 ，居民經分隊後到各個規定灘頭集中等候上船。居民的運送原本分二日進行，但八日運送過程非常順利，所以臨時決定當天將居民全部運送，當日傍晚即載運完畢，其他軍需物資及部隊則遲幾日完成。

## 中國大陆方面的反应
在整个撤退过程中，中國大陸當局没有对此一撤退行动进行干扰，也间接保证了此一撤离能顺利完成。美軍認為北京政府在韓戰中學到美國海空軍能造成中國的生命財產重大損失，因此在大陳島撤退與八二三炮戰時表現節制。在1月30日美国政府决定協助台灣政府从大陈岛撤退时，美国已通过苏联政府向中国大陆當局转达了信息：希望在美军協助中華民國國軍部隊撤离大陈岛时，中国人民解放军不要采取行动。中国政府接到苏联转达的这一信息后，指示人民解放军不要攻击从大陈岛撤退的美軍與國军。

## 後續影響
大陳地區的居民不論是被迫還是自願都離開了故鄉，但對中華民國政府來講，犧牲幾個小島換取更大的利益，則是一項重要的政治考量。

### 引用
1. ↑  .   [2023-10-14]. （原始内容存档于2023-11-06）.
2. ↑  戡亂戰史，第344页
3. ↑  何政哲（2005年），第44页
4. ↑  劉廣凱. . 中央研究院近代史研究所史料叢刊 21. 台北: 中央研究院近代史研究所. 1994: 頁103  [2020-09-20]. ISBN 978-957-671-199-2. （原始内容存档于2020-09-13）.
5. ↑  楊晨光等. . 國防部政務辦公室. 2017-06-01: 頁183  [2020-09-09]. GGKEY:JB2WWJF89XD. （原始内容存档于2020-09-11）.
6. ↑  陳雷 等 編著：《蔣介石先生年表》，台北，傳記文學出版社，1978年6月1日，第80頁
7. ↑  何政哲（2005年），第46页
8. ↑  Dr. Edward J. Marolda, Head, Contemporary History Branch, Naval Historical Center. . 美國海軍歷史與遺產司令部.   [2020-09-13]. （原始内容存档于2020-08-30）.
9. ↑  .   [2012-11-04]. （原始内容存档于2015-01-28）.